# Приуральский (Коми)
Приура́льский (коми Приуральскӧй) — посёлок в Троицко-Печорском районе Республики Коми. Административный центр сельского поселения Приуральский.

## География
Посёлок находится на левом берегу реки Илыч (приток Печоры), на расстоянии 117 км к юго-востоку от Троицко-Печорска, административного центра района. Абсолютная высота — 121 м над уровнем моря.

### Часовой пояс
Посёлок Приуральский, как и вся Республика Коми, находится в часовой зоне МСК (московское время). Смещение применяемого времени относительно UTC составляет +3:00.

## Население
| 1989 | 2000 | 2010 |
| ---- | ---- | ---- |
| 990  | ↘646 | ↘450 |

### Национальный состав
Согласно результатам переписи 1989 года, в национальной структуре населения русские составляли 47 % из 990 чел., коми-зыряне — 33 %.

## Улицы
| - ул. Бажукова, - ул. Габовская, - ул. Комсомольская, - ул. Ленина, - ул. Лесная, | - пер. Мельникова, - ул. Мельникова, - ул. Набережная, - ул. Октябрьская, - ул. Советская. |